# Robolo
Robolo (ou Roblo, Dobolo, Dotolo) est une localité du Burkina Faso située dans le département de Ouindigui, la province du Loroum et la région du Nord.

## Population
Lors du recensement de 2006, on y a dénombré 2 143 habitants. 

## Éducation
En 2016-2017, la localité possède 2 écoles primaires publiques.